# 翁秉鈞
翁秉鈞（？—？），字子文，中國清朝官員。
光緒十八年（1892年）接替葉意深，署台灣府淡水縣知縣一職，是大台北地區的地方父母官。